# Организация государственного возрождения Украины
Организация государственного возрождения Украины (ОГВУ)   — общественно-политическая организация украинской диаспоры в США. Первые ячейки под названием «Братские отделы» созданы в 1928-29 гг. во время пребывания председателя Провода украинских националистов Коновальца в США и Канаде. В 1931 г. на 1-м съезде утверждено название организации, устав, избрано правление. Первый председатель   — А.Герман. Много лет организацией руководил общественно-политический деятель и ученый А. Грановский.
Первоначально главной целью ОГВУ были помощь и финансовая поддержка деятельности Украинской военной организации и Организации украинских националистов. Впоследствии главное внимание уделялось сохранению национальной идентичности украинцев в США, поддержке национально-освободительного движения в Украине.
После обретения Украиной независимости ОГВУ поддерживает контакты с украинскими политическими и общественными организациями. ОГВУ имеет широкую сеть отделений в США, сотрудничает с другими украинскими организациями, в том числе молодежи и женщин. Выпускала журналы «Вісник ОДВУ» (1932-34), «Націоналіст» (1935-37), «Україна» (1938-41), «Самостійна Україна» (с 1948, с 1995 — в Украине). Владеет культурно-рекреационным комплексом им. О. Ольжича в г. Лигайтон (Пенсильвания, США), где установлен памятник О. Ольжичу (скульптор М. Черешневский).